# Клочков, Василий Иванович
Василий Иванович Клочков (1861, Санкт-Петербург — 26 мая [8 июня] 1915, Петроград) — русский библиофил, антиквар и книготорговец, издатель; один из основателей Кружка любителей русских изящных изданий; внучатый племянник А. Ф. Смирдина.

## Биография
Родился в 1861 году (указывают также 1862 год) — сын потомственного петербургского книготорговца И. М. Клочкова, имевшего ларь на Аничковом мосту.
Окончил частный пансион и одним из первых в 1885 году открыл на Литейном проспекте (д. № 55, ныне — д. № 59) обширный для того времени книжный магазин «Букинист В. И. Клочков» (к 1915 году в Петрограде работало 15 букинистических магазинов). Он сумел привлечь к себе лучших покупателей. Магазин часто посещали писатели Н. С. Лесков, Д. Н. Мамин-Сибиряк, А. А. Блок, А. И. Куприн, антиквары Д. А. Ровинский, П. А. Ефремов, Н. В. Соловьёв, В. А. Верещагин. В магазине была небольшая комната, ставшая клубом библиофилов.
В. И. Клочков выпустил самое большое количество антикварных каталогов (более 600, с 1885 по 1915 год — 576 каталогов), а также каталоги утерянных раритетов (дезидераты), которые рассылал по всей России. Через его магазин были проданы такие ценные книжные собрания, как библиотеки князя С. М. Воронцова, графа С. А. Апраксина, В. И. Асташева и др. При ближайшем участии Клочкова была составлена библиотека Г. В. Юдина.
У В. И. Клочкова было 29 видов книжных торговых знаков; выполнили их известные художники — Е. Е. Лансере, С. С. Соломко.
Умер в Петрограде 26 мая (8 июня) 1915 года. Похоронен 28 мая на Смоленском православном кладбище.

## Экслибрисы

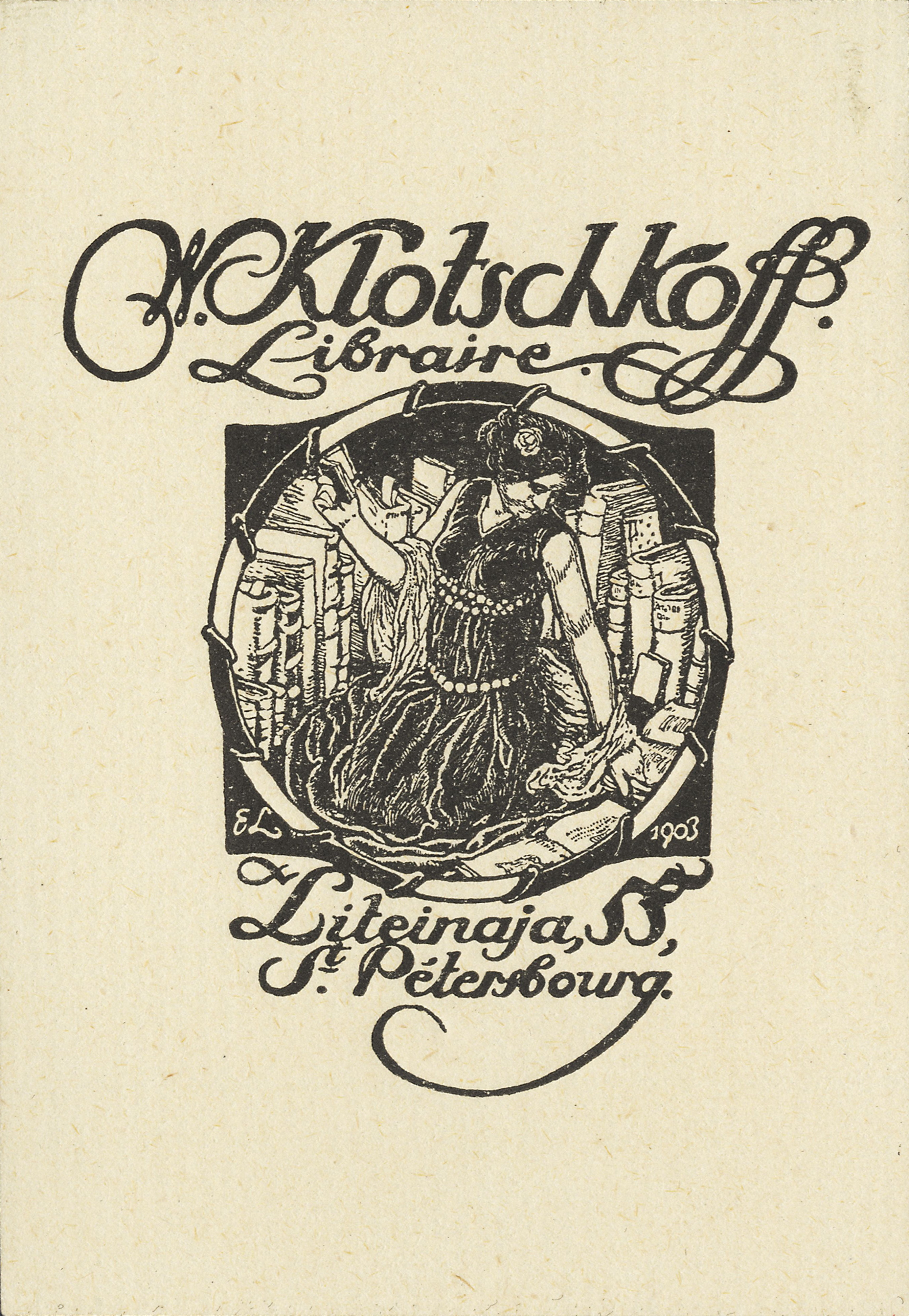
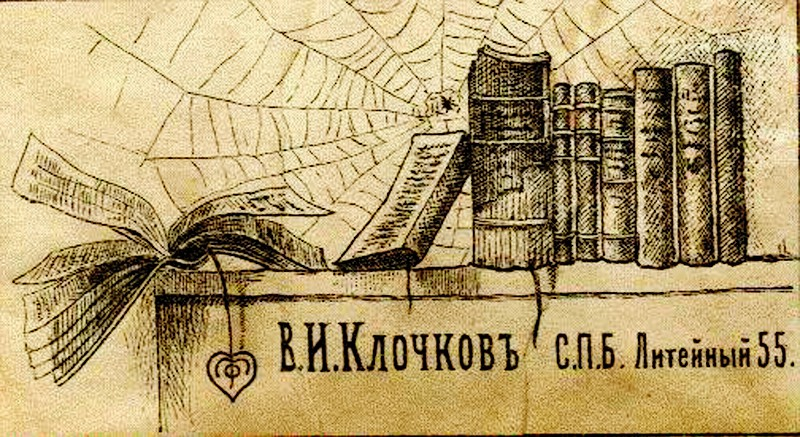
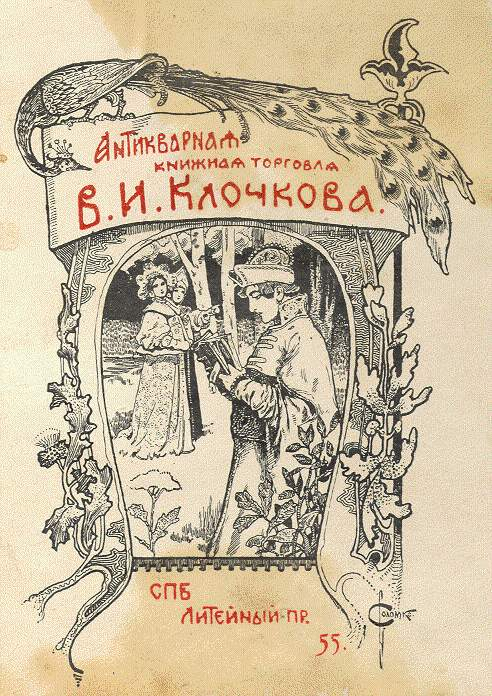
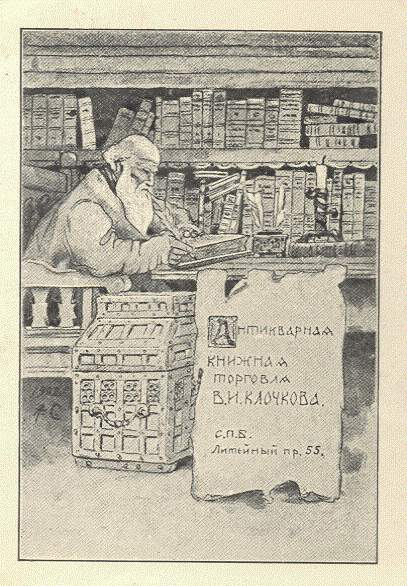
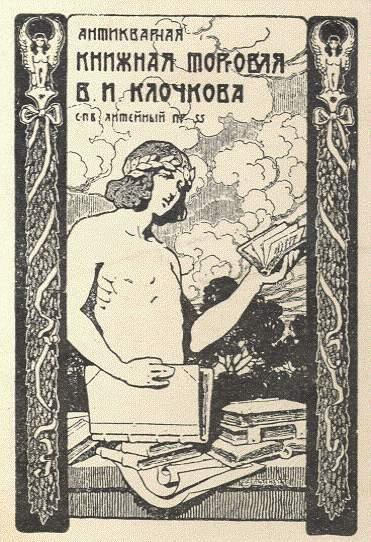

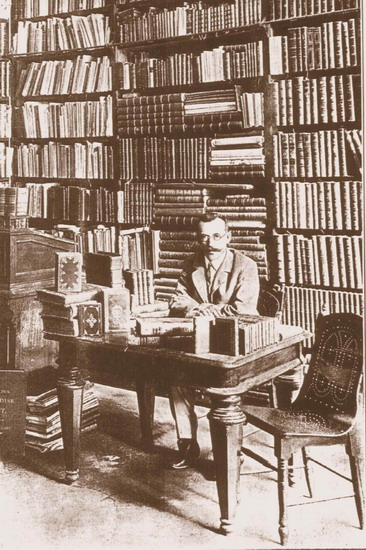
В. И. Клочков среди книг